# Loscos
Loscos es un municipio y población de España, perteneciente a la Comarca del Jiloca, al noroeste de la provincia de Teruel, comunidad autónoma de Aragón, a 119 km de Teruel. Tiene un área de 71,88 km² con una población de 118 habitantes (INE 2022) y una densidad de 1,93 hab/km². El código postal es 44493.

## Núcleos del municipio

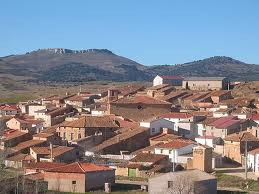
Mezquita de Loscos es una de las localidades del municipio

Actualmente, lo que se conoce como municipio de Loscos comprende los siguientes núcleos:
Loscos, El Colladico, Mezquita de Loscos y Piedrahíta.

## Demografía
Loscos cuenta con una población de 112 habitantes (INE 2024).
| Gráfica de evolución demográfica de Loscos entre 1842 y 2021 |
| |
| Población de derecho según los censos de población del INE Población de hecho según los censos de población del INEEntre el censo de 1970 y el anterior, crece el término del municipio porque incorpora a 44501 (El Colladico), 44508 (Mezquita de Loscos) y 44511 (Piedrahíta) |

## Administración y política
| Período   | Alcalde                 | Partido   |  |
| --------- | ----------------------- | --------- |  |
| 1979-1983 | Vicente Rabadán Rabadán | UCD       |  |
| 1983-1987 | Dionisio Lázaro Simón   | AP/PDP/UL |  |
| 1987-1991 | Pascual Andrés Roche    | PSOE      |  |
| 1991-1995 | Lucas Yus Villanueva    | PSOE      |  |
| 1995-1999 | Lucas Yus Villanueva    | PP        |  |
| 1999-2003 | Lucas Yus Villanueva    | PP        |  |
| 2003-2007 | Pedro Elías Bailo       | PAR       |  |
| 2007-2011 | Pedro Elías Bailo       | PAR       |  |
| 2011-2015 | Pedro Elías Bailo       | PAR       |  |
| 2015-2019 | Pedro Elías Bailo       | PAR       |  |
| 2019-2023 | Pedro Elías Bailo       | PAR       |  |

| Partido político    | Partido político                                   | 2003   | 2007   | 2011   | 2015   | 2019   |
| Partido político    | Partido político                                   | Ediles | Ediles | Ediles | Ediles | Ediles |
|                     | Partido Aragonés (PAR)                             | 5      | 5      | 4      | 3      | 4      |
|                     | Partido Popular de Aragón (PP)                     | —      | —      | 1      | 1      | —      |
|                     | Partido de los Socialistas de Aragón (PSOE-Aragón) | —      | —      | —      | 1      | 1      |
|                     | Chunta Aragonesista (CHA)                          | —      | —      | —      | —      | —      |
| Total de concejales | Total de concejales                                | 5      | 5      | 5      | 5      | 5      |

## Lugares de interés
- Ermita de San Roque.
- Iglesia de San Andrés.
- Ermita de Santa Águeda
- Ermita de San Miguel

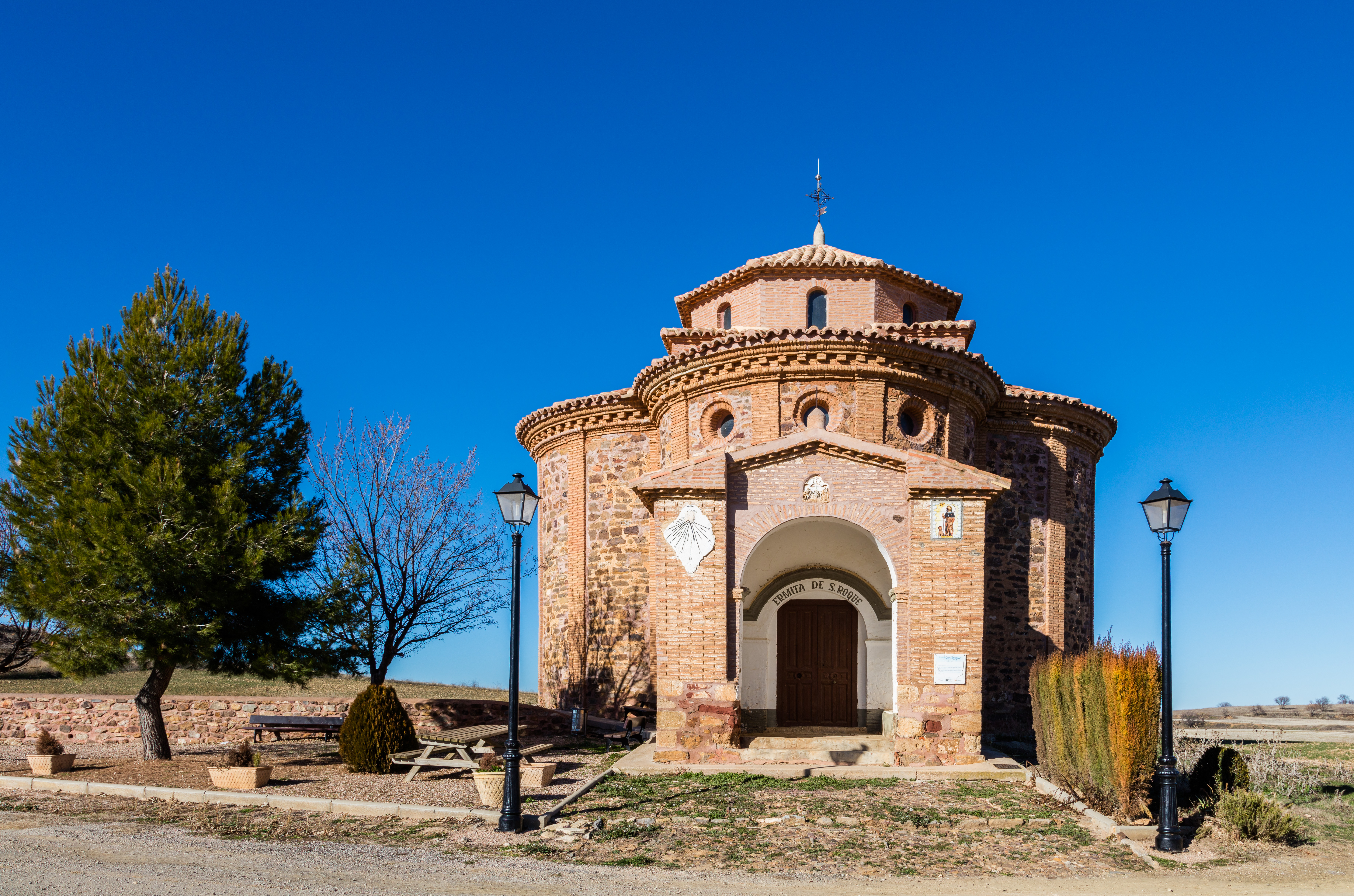
Ermita de San Roque

- Fuente, lavadero y abrevadero de San Roque.
- Peirones (Del Rosario, San Antón, San José o Rodanas, del Milenio)
- Iglesia de San Juan Bautista, siglo XVIII, en Mezquita de Loscos.
- Iglesia de San Pedro, siglo XVII, en Piedrahíta.
- Rutas Naturales (paleontología)
- Rocas Volcánicas.

## Fiestas
- San Andrés, 30 de noviembre (patronales).
- San Roque, 14,15,16 y 17de agosto (patronales).
- Fiestas locales, primer lunes después de Pascua , (día del Venerable Anadón)
- Romería a la Pardina de Mercadal, ermita de San Miguel , primer domingo de mayo
- Romería a Santa Águeda, venerando la Virgen del Carrascal, último sábado de mayo.